# Canarium (ốc biển)
Canarium , còn được gọi là Ốc cà na, là một chi ốc biển thuộc họ Strombidae. chúng đều theo hình dạng đều thuộc chi mà danh pháp khoa học gọi canarium – để tả các loại giống quả trám với hai đầu nhọn

## Các loài
- Canarium betuleti (Kronenberg, 1991)
- Canarium erythrinum (Dillwyn, 1817)
- Canarium fusiforme (Sowerby, 1842)
- Canarium hellii (Kiener, 1843)
- Canarium klineorum (Abbott, 1960)
- Canarium labiatum (Röding, 1798)
- Canarium maculatum (Sowerby, 1842)
- Canarium microurceus Kira, 1959
- Canarium mutabile (Swainson, 1821)
- Canarium ochroglottis (Abbott, 1960)
- Canarium olydium (Duclos, 1844)
- Canarium rugosum (Sowerby, 1825)
- Canarium scalariforme (Duclos, 1833)
- Canarium urceus (Linnaeus, 1758)
- Canarium wilsonorum (Abbott, 1967)

Đồng nghĩa
- Canarium haemastoma (Sowerby, 1842): synonym of Canarium scalariforme (Duclos, 1833)
- Canarium otiolum Iredale, 1931: synonym of Canarium labiatum (Röding, 1798)
- Canarium ustulatum Schumacher, 1817: synonym of Canarium urceus urceus (Linnaeus, 1758)